# Route nationale 198
Die Route nationale 198, kurz N 198 oder RN 198, ist eine französische Nationalstraße auf Korsika, die 1839 zwischen Bonifacio und Casamozza festgelegt wurde. 1854 wurde sie ab Bastia nach Macinaggio verlängert. Zwischen Casamozza und Bastia verlief sie auf der N193 mit. 1862 erfolgte über Macinaggio hinaus eine Verlängerung zur damaligen N194 bei Patrimonio. 1933 übernahm sie dann von dort aus bis Saint-Florent die N194. Dieser Nordabschnitt wurde 1973 zu einer Départementsstraße herabgestuft. Der Südteil und heute noch als N198 ausgeschilderte Teil der Straße ist 148,5 Kilometer lang, der abgestufte Nordteil war 109 Kilometer lang. In Zukunft soll die Straße als Route Territoriale 10 geführt werden.

## N1198
Bei der N1198 handelt es sich um die alte Trasse der N198 zwischen der Kreuzung mit der N193 südlich von Borgo und den kleinen Dorf Arena. Diese wurde mit der Inbetriebnahme einer Schnellstraße umnummeriert, die östlich einige Orte umgeht und auf die die N198 gelegt wurde.

## N2198
Die N2198 ist ein Seitenast der N198. Sie führt auf deren alter Trasse durch Ponte Vecchio, nachdem diese 1998 auf eine Umgehung verlegt wurde.